# Johann Andreas Michael Nagel
Johann Andreas Michael Nagel (* 29. September 1710 in Sulzbach; † 29. September 1788 in Altdorf) war ein deutscher Hebraist und Orientalist.

## Leben
Johann Andreas Michael Nagel wurde am 29. September 1710 in Sulzbach, Oberpfalz, geboren. Sein Lehrer war dortiger Kantor und später Lehrer an der St. Lorenzschule in Nürnberg. Von seinem Vater wurde Nagel zunächst in der lateinischen Sprache und im Religionsunterricht unterwiesen. Auch andere Hauslehrer widmeten sich seiner Vorbildung, zunächst mit dem Ziel, dass Nagel Kaufmann werde. Schließlich entschied er sich aber für eine theologische Karriere. Von einem Diakon in der lateinischen, der griechischen und den morgenländischen Sprachen unterrichtet, bezog er das Gymnasium zu Nürnberg. Auch dort wurde er in den Sprachen unterrichtet, hörte aber auch geographische und moralische Vorlesungen. 1731 schließlich bezog er die Universität Altdorf zum Theologiestudium, hörte aber auch über Philosophie und Literaturgeschichte, über Geschichte und Geographie, über Mathematik und Logik, über Philosophiegeschichte, die schönen Wissenschaften und über das Naturrecht Vorlesungen.
1734 verteidigte Nagel Spicilegium novum observationum ad panegryricum Plinii, im folgenden Jahr erhielt er den Grad eines Magisters anhand seiner Inaugural-Disputation de fastorum Romanorum formula post consulatum. In diesem Jahr noch zog er kurz nach Jena und dann nach Leipzig. An der Universität Leipzig hörte er Askese und Exegese und bei Johann Christoph Gottsched Rhetorik und Dichtkunst. Auch unterstützten Nagel dort Johann Erhard Kapp und Gottfried Mascov, auf dessen Anraten Nagel eine Beschreibung der Ausgabe von Ptolemäus Geographie, die sich in der Ratsbibliothek zu Leipzig befand, verfasste. Der Aufsatz wurde in Commentatione critico-litteraria de Claudii Ptolemaei geographia ejusque codicibus gedruckt. Durch die Leipziger Bibliothek vertiefte Nagel außerdem sein Studium. Er besuchte, um sich zu erholen, nach dem Studium die Aufführungen des Collegium Musicum unter der Leitung von Johann Sebastian Bach.
Danach ging er noch an die Universitäten Halle und Wittenberg, wo er sich mit einigen Gelehrten anfreundete, und kehrte 1736 wieder nach Altdorf zurück, wo er im Folgejahr seine Dissertation Specimen academicum de modo disputandi, quo doctores Judaei quondam Noribergae in exercendis atque acuendis suis discipulis usi sunt verteidigte und dadurch habilitiert wurde und anschließend Vorlesungen hielt. 1738 wurde er Schulinspektor, zwei Jahre später ordentlicher Professor der Metaphysik und der morgenländischen Literatur. Zum Amtsantritt hielt er eine Rede de auctoritate Talmudis hierosolymitani apud Judaeos recentiores. Kurz darauf wurde er Universitätsbibliothekar, Rhetorikprofessor und Programmatist.
Nagel war dreimal Rektor der Universität und 14 mal fungierte er als Dekan seiner Fakultät. 1762 gründete er eine lateinische Gesellschaft und fungierte als deren Moderator, vier Jahre später wurde er Fakultätssenior und 1783 Universitätssenior. Schließlich starb er am 29. September 1788 im Alter von 78 Jahren.

## Wirken/Werk
Heinrich Döring beschrieb Nagel als anspruchslosen und bescheidenen Menschen, der über eine gründliche und ausgebreitete Gelehrsamkeit verfügte. Er galt als ausgezeichneter Orientalist, kannte sich aber auch mit der griechischen sowie der lateinischen Sprache, mit der Philosophie und mit den Künsten aus. Außerdem meinten mehrere Gelehrte, er sei der erste deutsche Philologe und der erste große deutsche Orientalist gewesen. Dabei hätte er laut Aussage seiner Kollegen noch weitaus mehr erreichen könnte, wenn er weniger bescheiden gewesen wäre. Durch seine gewandte Anwendung der lateinischen Sprache verfasste er viele Werke. Er schrieb größtenteils Dissertationen, einige Schriften orientalischen Inhalts aber waren noch bis ins 19. Jahrhundert hinein bedeutsam, obgleich die orientalische Wissenschaft längst fortgeschritten war. Besonders Diss. de prima Alcorani Sura, Diss. de studio philosophiae graecae apud Arabs, Diss. de calendario veterum Ebraeorum (die allerdings Ende des 19. Jahrhunderts veraltet war) und Diss. de locis quibusdam Jobi, in quibus cel. Schultens majorem lucem desideravit waren bedeutsam. Ferner verfasste Nagel Beiträge für Johann Friedrich Hirts orientalische und exegetische Bibliothek und zu anderen Journalen.

## Familie
1747 heiratete Nagel Maria Magdalena Riederer, Tochter des Nürnberger Marktvorstehers, geheiratet. Der Ehe entstammten 14 Kinder. Drei seiner Söhne davon starben unmittelbar nach ihrem Studium. Am 21. Januar 1773 starb auch Nagels Frau. Die folgenden Kinder sind bekannt:
- Maximilian Nagel, 1747–1772, Theologe, starb kurz nach seinem Studium
- Johann Christoph Nagel, starb nach seinem Studium
- Michael Christoph Nagel, starb nach seinem Studium
- Johann Bartholomäus Nagel, wirkte um 1806 als Hersbrucker Stadtpfarrer
- Ursula Jacobina Nagel, verheiratet mit Konrad Mannert
- Johann Bernhard Nagel, wirkte in Windsheim

## Werke
- Specimen academicum de modo disputandi, quo doctores Judaei quondam Noribergae in exercendis atque acuendis suis discipulis usi sunt (Altdorf 1737)
- Diss. de lingua Aramaea (Altdorf 1739)
- Diss de argumentatione […] (Altdorf 1739)
- Generaliores conjugationum Aramaearum characteres, grammaticae Danzianae accommodati (Altdorf 1739)
- Diss. de lingua adscita hominum orbis Babylonici, ad illustr. Esr. 4.18 (Altdorf 1740)
- Diss. de gradatione adscendente in quatuor summis principiis metaphysicis, quibus animus cultior in quaestionibus contradictoriis discernendis utitur (Altdorf 1740)
- Prolusio ad orat. inaug. de Caino ipso vultu perditos mores suos prodente (Altdorf 1740)
- Omne felicitatis genus a Deo tribus celsissimis domibus (Brandenburgicis) ex animo apprecatur Jehuda Loew, Arnhemiensis (Altdorf 1740/1741)
- Observationes in vers. I. Cap. I Geneseos (Altdorf 1741)
- Observationes in vers. II Cap. I Geneseos (Altdorf 1742)
- Diss. philos. Soriten neque esse neque recte dici syllogismum (Altdorf 1742)
- Progr. ad funus Catharinae Margarethae Schwarziae (Altdorf 1742/1743)
- Diss. de Iudis secularibus veterum Romanorum in Germara babylonica commemoratis (Altdorf 1743)
- Diss. de prima Alcorani Sura (Altdorf 1743)
- Diss. de Elia Levita Germano (Altdorf 1745)
- Diss. de studio philosophiae Graecae inter Arabes (Altdorf 1745)
- Diss. de generibus inferioribus et superioribus (Altdorf 1745)
- Diss. de Calendario veterum Ebraeorum (Altdorf 1746)
- Diss. de ordine naturali propositionum syllogismorum primae figurae (Altdorf 1746)
- Progr. ad funus Doroth. Kirsteniae (Altdorf 1748/1749)
- Diss. de tribus codicibus msctis Ebraicis (Altdorf 1749)
- Diss. de locis quibusdam Jobi, in quibus cel. Schultens majorem lucem desideravit (Altdorf 1751)
- Diss. de Proselytis traetis (Altdorf 1751)
- Progr. ad funus C. G. Schwarzii (Altdorf 1751/1752)
- Progr. ad funus J. C. Bittneri (Altdorf 1752)
- Progr. ad funus Annae Margarethae Beckiae (Altdorf 1751)
- Progr. ad funus J. M. Dustavii (Altdorf 1752/1753)
- Progr. ad funus J. D. Baieri (Altdorf 1752/1753)
- Progr. ad funus Helenae Sibyllae Mulleriae (Altdorf 1752/1753)
- Diss. de contractu quodam Judaico emtionis et venditionis (Altdorf 1754)
- Progr. loca quaedam Censorini emendans etc. (Altdorf 1754)
- Progr. ad funus Barbarae Sabinae Craussiae (Altdorf 1754/1755)
- Progr. ad funus J. G. Neubaueri (Altdorf 1755/1756)
- Progr. ad funus Appolloniae Spisiae (Altdorf 1755/1756)
- Progr. ad funus C. A. Ziegleri (Altdorf 1755/1756)
- Diss. de usu loquendi (Altdorf 1755)
- Diss. de stilo Mosis (Altdorf 1755)
- Diss. de culpa uxoris Lothi ad Genes. 19, 26 (Altdorf 1755)
- Diss. in vers. 24. Cap. XLIX Geneseos. (Altdorf 1756)
- Diss. contra vindicias juris naturae Christianorum (Altdorf 1756)
- Progr. ad funus G. D. Bauneri (Altdorf 1756)
- Progr. ad funus J. G. Boeneri (Altdorf 1756)
- Progr. ad funus H. A. de Moll (Altdorf 1756)
- Progr. ad funus E. F. Zobelii (Altdorf 1756)
- Progr. ad funus J. B. Kranneckeri (Altdorf 1756)
- Progr. Jubilaeum Acad. Gryphiswald. nomine Rect. et Senatus indicens et gratulans (Altdorf 1756)
- Progr. ad Orat. panegyr. gloriosae memoriae Ser. Prine. Caroli Guil. Frid. Margravii Brandenb. Onold. (Altdorf 1757)
- Progr. quo codes Ms. Gualteri de Castellione recensetur (Altdorf 1757)
- Diss. in Amosi 2, 11, num Nasaraei potuerint accensere beneficiis divinis (Altdorf 1757)
- Spicilegium vitae Eliae Levitae Germ. cum particula libri ejus Masoret Hammasoret complectens (Altdorf 1757)
- Diss. de diebus Aegyptiacis (Altdorf 1757)
- Progr. ad exsequias C. Steigeri, L.L. Lect. (Altdorf 1757/1758)
- Progr. ad celebr. fun. D. G. F. Deinlini (Altdorf 1757/1758)
- Diss. contra praefationem secundam in libr. Masoret Hammasoret Eliae Levitae Germ. (Altdorf 1758)
- Progr. ad funus G. Lipp, Stud. (Altdorf 1758)
- Progr. ad funus J. M. Zellii, Stud. (Altdorf 1758)
- Progr. Jubilaeum Acad. Jenensis indicens et gratulans (Altdorf 1758/1759)
- Progr. ad funus C. J. nat de Olshausen, conjugis D. J. B. Bernholdi (Altdorf 1759/1760)
- Progr. ad funus J. J. Loedelii, Stud. (Altdorf 1760/1761)
- Memoria Jo. Heumanni de Teutschenbrunn JCti etc. civibus posterisque commendata (Altdorf 1760/1761)
- Diss. parten primam praef. tertiae libri Masoret Hammasoret Eliae Levitae complectens (Altdorf 1762)
- Diss. de Plejadibus Graecorum (Altdorf 1762)
- R. Benj. Tudelani itinerarium (Altdorf 1762)
- Progr. ad funus A. B. maritae A. Muslonii, L. L. Lectoris (Altdorf 1762/1763)
- Progr. ad funus Th. Demian, Stud. (Altdorf 1762/1763)
- Epistola ultima honori A. C. Nageliae et consolatione unici fratris sui G. J. Nagelii praematuram mortem conjugis suae deplorantis, dicata (Altdorf 1763/1764)
- Diss. partem secundam praef. tert. libri Masoret Hammasoret Eliae Levitae continens (Altdorf 1763)
- Recensio Codicis MS. Martyrologii Rom. Biblioth. acad. (Altdorf 1763)
- Progr. ad funus D. C. viduae D. G. H. Linckii, P. P. (Altdorf 1763/1764)
- Progr. ad funus C. A. Solgeri (Altdorf 1763/1764)
- Placita Societatis Latinae Altdorfinae (Altdorf 1764)
- Progr. quo ad celebrationem secundi diei natalis sui invitat Societas Latina (Altdorf 1764/1765)
- Commentatio de dissensione veterum Graecorum et Latinorum in finienda periodo brevissima (Altdorf 1764)
- Observationes et emendationes nonnullae in G. H. Nieuporti ritus Romanorum (Altdorf 1764)
- Commentatio de Cod. MS. Bibliothecae acad. Altdorf. Constantiui Africani de febribus (Altdorf 1764)
- Progr. ad funus J. C. Schindleri, Ministri et Bibliopegi acad. (Altdorf 1764)
- Progr. ad funus C. R. orta Deinlinae, conjugis J. G. Bernholdi (Altdorf 1764/1765)
- Progr. ad funus viduae D. E. G. Rinckii, P. P. (Altdorf 1764/1765)
- Diss. partem tertiam praef. tertiae libri Masoret Hammasoret Eliae Levitae complectens (Altdorf 1765)
- Diss. in vers. 15 et ssq. Cap. II Malachiae (Altdorf 1765)
- Diss. in vers. 14 1 Reg. XX. (Altdorf 1766)
- Progr. ad funus D. J. Kirstenii, P. P. (Altdorf 1765/1766)
- Progr. de obitu augustiss. Imp. Francisci, luctu deservando etc. (Altdorf 1755/1766)
- Argumenta quaedam calliditatis interpretum Alexandrinorum V. T. (Altdorf 1766)
- Commentatio de Cod. MS. Membr. Horatii Bibliothecae acad. Altdorf. cum specimine varietatis lectionum. (Particulae quatuor.) (Altdorf 1766/1767)
- Progr. ad funus J. G. Bernholdi (Altdorf 1766/1767)
- Progr. ad funus B. J. Beckii, Stud. (Altdorf 1766/1767)
- Progr. ad funus Ortelii, a litteris publicis et commentariis praefecturae (Altdorf 1766/1767)
- Progr. ad funus J. A. Spiesii, D. et P. P. (Altdorf 1766/1767)
- Memoria D. J. Treusenreuteri de Teutschenbrunn Ser. March. Brandenb. Culmb. a Consiliis Justitiae Erlang. (Altdorf 1766/1767)
- Diss. de Schilo Messia, non Schilunte urbe, Genes. 49, 10 praedicto (Altdorf 1767)
- Progr. ad funus A. C. ortu Hambergerianae, D. J. D. Baieri, P. P. viduae (Altdorf 1767/1768)
- Comentatio de recto usu concinnitatis (Altdorf 1768)
- Progr. ad funus D. J. J. Jantke, P. P. (Altdorf 1768/1769)
- Progr. ad funus P. P. Mayeri, Stud. (Altdorf 1768/1769)
- Progr. ad funus B. conjugis D. J. N. Weissii, P. P. (Altdorf 1768/1769)
- Diss. de duobus Codd. MSS. Bibliothecae publ. Norimbergensis (Altdorf 1769)
- Monumentum insigni munificentiae atque immortali gloriae viri ill. Dom. C. J. Trewii, grati memorisque animi et perpetui cultus sui testandi causa, factum ad Acad. Altdorf (Altdorf 1769/1770)
- Prisca narratio Graece, Latine et Talmudice superstes (Altdorf 1769)
- Recensio Codicis MS. chart. Biblioth. acad. Altdorf. Horatii carmina aliaque complectentis, cum specimine var. ejusd. Bibl. lect. Horatii hujus Cod. et spicilegio var. lect. Cod. membr. Horatii Particulae quinque (Altdorf 1769–1780)
- Progr. ad funus M. A. Baueri, Stud. (Altdorf 1769/1770)
- Progr. ad funus D. J. B. Bernholdi, P. P. (Altdorf 1769/1770)
- Progr. ad funus S. J. Fichtneri, J. U. D. et Consil. Justit. Onold. (Altdorf 1769/1770)
- Progr. ad funus J. G. Mayeri acad. typographi (Altdorf 1769)
- Progr. ad orationem encomiasticam merito debitoque honori Viri ill. D. C. J. Trewii cras habendam (Altdorf 1770/1771)
- Nomen laudesque matronae C. H. S. Heumanniae de Teutschenbrunn viduae etc. perpetuae memoriae consecrans (Altdorf 1770/1771)
- Progr. ad funus D. J. Linkciae (Altdorf 1770/1771)
- Progr. ad funus J. B. Viatis de Schoppershof, Stud. (Altdorf 1770/1771)
- Progr. ad funus J. B. Viatis de Schoppershof, Stud. (Altdorf 1770/1771)
- Observationes nonnullas in Scholia graeca Nubium Aristophanis (Altdorf 1771)
- Diss. continens partem quartam eamque ultimam praef. tertiae libri Masoret Hammasoret Eliae Levitae (Altdorf 1771)
- Progr. ad funus D. J. F. Adolph, P. P. (Altdorf 1771/1772)
- Progr. ad funus R. C. filiae D. J. A. Dietelmair, P. P. (Altdorf 1771/1772)
- Diss. contin. varias lect. XXV Capp. priorum Jeremiae ex duobus Codd. MSS. Hebr. desumtae (Altdorf 1772)
- Diss. de Blityri et Scindapso (Altdorf 1772)
- Diss. in vers. 8 Cap. VII Nehemiae (Altdorf 1772)
- Diss. contin. theses philosophicas (Altdorf 1772)
- Diss. in judicium Longini de Apostolo Paulo (Altdorf 1772)
- Progr. ad funus M. B. nat. Wachaviae, D. M. Adelbulneri, P. P. maritae (Altdorf 1773/1774)
- Progr. ad funus M. B. viduae D. J. J. Jantkii, P. P. (Altdorf 1773/1774)
- Progr. ad funus A. A. Seidelii, Stud. (Altdorf 1773/1774)
- Progr. ad funus S. M. nat Tucheriae de Simmelsdorf, Car. Ge. de Woelckern in Kalchreut, Opp. et agri Altdorf. Praefecti, conjugis (Altdorf 1773/1774)
- Programmata (XIV) ad recordationem annuam muneris magnifici a Viro ill. J. C. Trew, Academiae Altdorf. dati, notas in Benj. Tudelensis itinearium continentia (Altdorf 1774–1787)
- Progr. de disciplina academica, praesertim variis signis et generibus Pennalismi (Altdorf 1774/1775)
- Progr. cont. pacti et conventi formulam cum ill. Universitate Friderico-Alexandrina (Altdorf 1775/1776)
- Progr. ad celebr. fun. G. J. L. Vogelii, Prof. halensis (Altdorf 1776/1777)
- Monumentum grati animi a Rectore et Collegio Professorum Acadamiae Altdorf. memoriae M. M. Metzgeriae, natae Storiae matronae multa laude dignissimae, statutum (Altdorf 1777)
- Progr. ad funus S. M. Baieriae, viduae D. J. G. Baieri, P. P. (Altdorf 1777/1778)
- Progr. ad funus J. G. Harderi, Jur. Cand. (Altdorf 1777/1778)
- Progr. ad Jubilaeum Universitatis Tubingensis indicens et gratulans (Altdorf 1777/1778)
- Progr. ad solemnitatem condedarum exuviarum Magnis Academ. Rectoris. D. W. A. Spiesii (Altdorf 1778/1779)
- Progr. ad funus D. M. Adelbulneri, P. P. (Altdorf 1779/1780)
- Progr. inaugurationem Universitatis Stuttgardiensis indicens (Altdorf 1782/1783)
- Progr. Sacra saecularia Universitatis Wirceburgensis indicens et congratulans (Altdorf 1782/1783)
- Progr. ad funus J. G. de Fabrice (Altdorf 1783/1784)
- Progr. ad funus C. D. Mayeri, Polygrammatei Altdorfi (Altdorf 1783/1784)
- Progr. ad officium concionis funebris D. J. N. Wiess, P. P. et Acad. Senioris (Altdorf 1783/1784)
- Oratio in memoriam conditi et absoluti abhinc […] (Altdorf 1783)
- Progr. ad funus J. L. Stadleri […] (Altdorf 1785)
- Progr. ad funus J. A. Hesselii, P. L. C. et acad. […] (Altdorf 1785/1786)
- Progr. ad funus J. C. Hoffmanni, Magistri palaestrae (Altdorf 1785/1786)
- Progr. ad funus D. J. A. Dietelmair, P. P. (Altdorf 1785/1786)
- Progr. Sacra Saecularia Universitatis Heidelbergensis in ingens et congratulans (Altdorf 1786/1787)
- Progr. ad funus C. A. Füreri ab Haimendorf (Altdorf 1786/1787)
- Progr. ad funus M. B. viduae D. J. A. Dietelmair (Altdorf 1787/1788)
- Progr. ad funus J. E. F. maritae D. C. Th. Hoffmann, P. P. A. (Altdorf 1787/1788)
- Progr. ad festivitatem semisaecularem Academiae […] indicens et congratulans (Altdorf 1787/1788)
- Progr. Ministrum academicum intactum semper inviolatumque esse oportere mandans (Altdorf 1788/1789)
- Progr. ad record. annuam muneris magnifici a viro Trew, Acad. Altdorf. dati […] (Altdorf 1788)